# NHL 2000
NHL 2000 est un jeu vidéo de hockey sur glace sorti le 31 août 1999 sur Game Boy Color, PlayStation et PC. Le jeu a été dévéloppé par EA Canada pour les versions sur PlayStation et PC et par Tiertex Design Studios pour la version sur GBC. Il est édité par EA Sports.
Chris Pronger des Blues de Saint-Louis figure sur la pochette de jeu en Amérique du Nord alors que Markus Näslund figure sur celle en Europe. 

## Accueil
- GameSpot : 9,2/10 (PS)[1] - 4,4/10 (GBC)[2]